# إليزابيث غودريدغ
إليزابيث غودريدغ (بالإنجليزية: Elizabeth Goodridge) هي رسامة أمريكية، ولدت في 1798، وتوفيت في 1882.